# دوبلاكس (مترو باريس)
دوبلاكس (بالفرنسية: Dupleix)‏ هي محطة مترو تابعة لمترو باريس تقع في فرنسا في الدائرة الخامسة عشرة في باريس.[بحاجة لمصدر]